# 马来西亚大学预科班

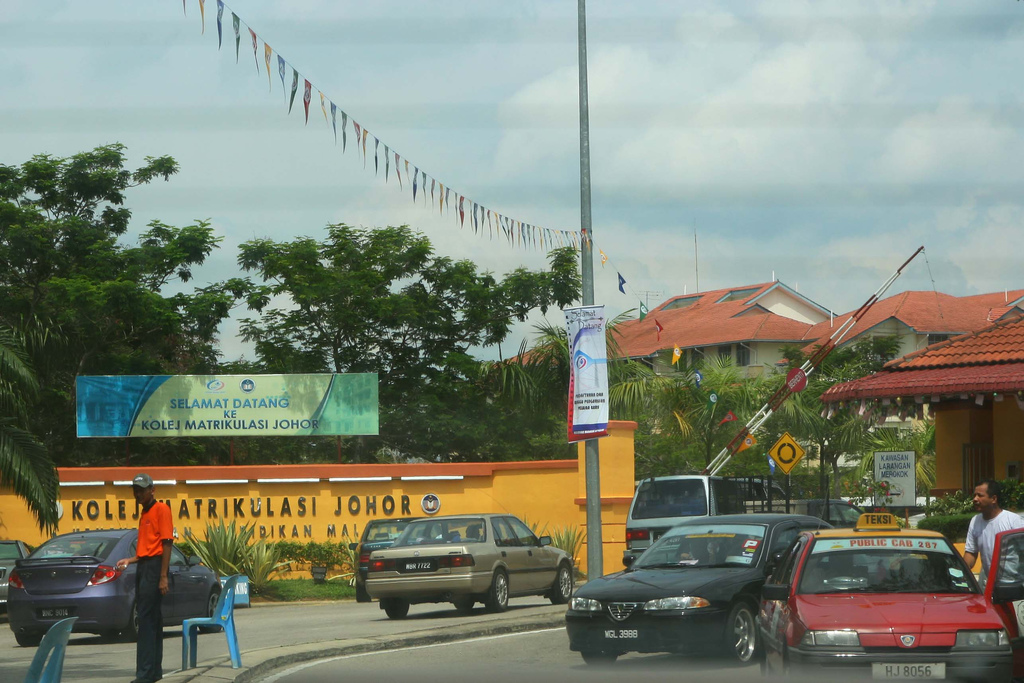
位于东甲的柔佛预科班学院（KMJ）校门口

马来西亚大学预科班课程是一个为期1或2年的大学先修课程，属于马来西亚教育部。预科班原本只开放给土著就读，2002年起马来西亚政府宣布将大学预备班的10%学额开放予非土著申请，因此每年全国各学院都会录取约2200名的非土著学生。而这项种族保留政策一直以来备受争议。2018年政府宣布将预科班学额提高至4万人，但种族固打制度仍然保留9比1。

## 简介
大学预科班是由马来西亚教育部于1998年设立的一项课程，旨在栽培更多土著学生进入国内外的高等教育机构，修读理科，工艺和专业文学的一级学位。在这之前，大学预科班则附属于各个公立大学。1998年，时任教育部长纳吉为了满足不断增加的优异土著生和填补土著在科学，专业和关键领域的空缺，提出了将各公立大学预科课程，整合于教育部之下的建议，并在该年开始进行。教育部也新设立了大学预科司（Bahagian Matrikulasi）专门处理这个大学先修班的事务。
1998年，预科班的首批学生由全寄宿制学校（SBP）和玛拉理科初级学院（MRSM）的毕业生组成，并以他们的马来西亚教育文凭（SPM）预考的成绩为录取标准。当时这批学生被临时安置在位于雪兰莪州万宜的玛拉教育基金会学院上课，因当时的预科班学院尚在建设中。1999年，马六甲预科班学院（KMM）和纳闽预科班学院（KML）迎来了第一批理科和会计的学院生，而当时推行的是3个学期一年半的学期制度。2000年，森美兰，槟城和玻璃市的预科班学院也相继落成。2002年开始预科班学期时常改为一年制，而在2003年至2010年期间，位于彭亨、霹雳、柔佛和吉打的预科班学院也投入使用。自2003/04学期，政府正式开放10%的学额给非土著就读。2008年开始，预科班推出2年制理科课程，并专门提供给土著生就读。2009年理科课程下也推出了工程系的选项（Aliran Teknikal），而这些课程则在新创立的吉打、彭亨和柔佛工程系学院使用。2013年，吉兰丹和砂拉越的预科班学院投入使用。这使得在SPM考试中获得优异成绩的学生可以有更大的机会成功申请就读预科班。目前一年制和两年制约有30,000名学生，全国共有15所预科班学院，并且是全日制（从8时至下午4时）的运营模式。

### 文凭认证
马来西亚大学预科班的考试共有两次，各学期一次，名为预科班课程学期考试（Peperiksaan Semester Program Matrikulasi）。考生在两次考试之后可获得预科班文凭，也是备受马来西亚公立大学首要认可的公共考试之一。预科班文凭也适用于部分外国大学（见下表）。预科班学生也需要同时报考由马来西亚考试理事会（MPM）所举办的马来西亚大学英文水平鉴定考试（Malaysian University English Test, MUET），一般在第一学期的年杪进行。
| 国家 | 大学           | 国家           | 大学               | 国家   | 大学       |
| ---- | -------------- | -------------- | ------------------ | ------ | ---------- |
| 英国 | 伦敦国王学院   |                | 澳大利亞國立大學   | 新西兰 | 奧克蘭大學 |
| 英国 | 伦敦大学学院   | 悉尼大學       | 坎特伯雷大学       | 新西兰 |            |
| 英国 | 布里斯托尔大学 | 蒙纳士大学     | 奥塔哥大学         | 新西兰 |            |
| 英国 | 曼彻斯特大学   | 昆士兰大学     | 惠灵顿维多利亚大学 | 新西兰 |            |
| 英国 | 伯明翰大学     | 墨尔本大学     | 梅西大学           | 新西兰 |            |
| 英国 | 諾丁漢大學     | 阿德莱德大学   | 林肯大学           | 新西兰 |            |
| 英国 | 谢菲尔德大学   | 新南威尔士大学 | 怀卡托大学         | 新西兰 |            |
| 英国 | 薩里大學       |                | 奥克兰理工大学     | 新西兰 |            |
| 英国 | 南安普敦大学   |                |                    | 新西兰 |            |
| 英国 | 圣玛丽大学     |                |                    | 新西兰 |            |

### “固打制”争议
2019年开始，时任教育部长马智礼马烈宣布将预科班学额从25,000个提高至40,000个，但是90:10的种族固打依然不变，引起了非土著社群和政党的不满，也被认为对高等教育文凭（STPM）考生进入公立大学不利，因马来西亚的顶尖公立大学如马来亚大学的热门科系往往会优先录取预科班学生而非中六生。而中六生的课程难度和学习时期也比预科班大和久。
2020年，在政权再度易主后，教育部长莫哈末拉兹宣布，除了继续保持9比1的固打外，也会在10%非土著的学额当中，按5.43%（华裔），3.72%（印裔）和0.85%（其他）的比例录取学生。若根据源流计算，则有2万4100个（80.3%）学额为理科，1,400个（4.7%）为工程以及4,500个（15%）为会计科。
2024年，首相安华宣布，所有考获10A或以上的大马教育文凭（SPM）考生，不分种族及地区皆能录取进入大学预科班（Matrikulasi）就读。不过，这决定不影响土著与非土著学生的配额。
2025年，教育部副部长黄家和宣布，教育部将以自动录取和绩效排名的方式，录取大学预科班的学生。凡是考生在大马教育文凭（SPM）中获得至少10个A+或A，以及4个相关科目如理科包括数学、高级数学、化学、物理/生物考获A+或A，不论种族与背景将会自动被录取。至于考获其他成绩的学生，将以学科积分计算（markah merit）方式来录取。此机制将考量4个相关主要科目的成绩（最高90分）、以及课外活动分数（最高10分）。这些学生将依据学科积分分数（markah merit）、家庭收入背景（B40家庭名额60%)，以排名先后的方式，填满录取名额。
尽管教育部声明政策依据绩效排名与自动录取机制进行，但部分符合条件的考生未获录取，引起对标准透明度和执行一致性的关注。相关学生团体和政党亦要求教育部公开评分机制，并重新检视“A–”的分类。教育部随后启用线上上诉系统，并表示将持续评估政策实施情况。

## 预科班学院

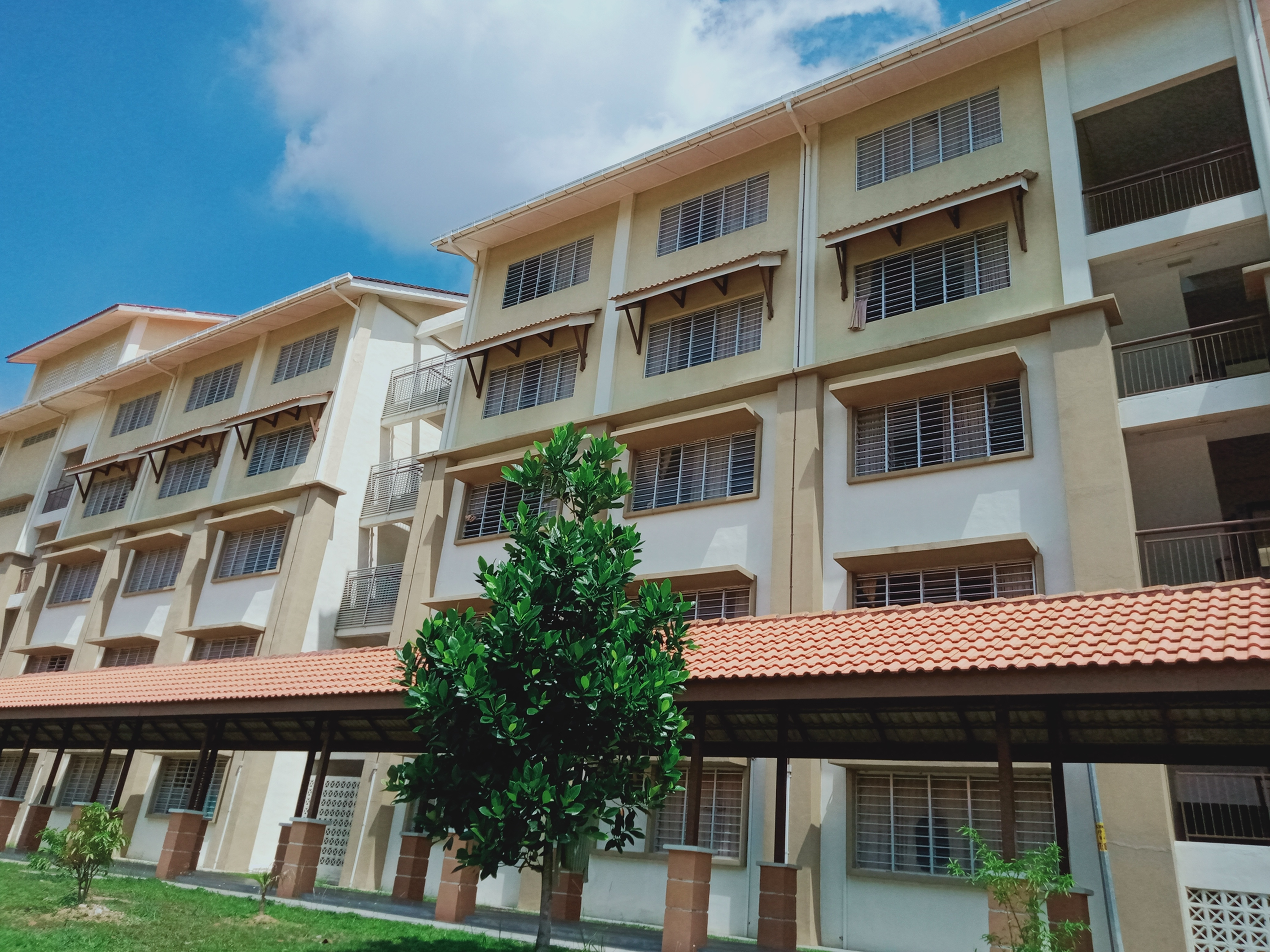
吉兰丹预科班学院的学生宿舍，多数预科班学院通常由4-6栋5层的学生宿舍组成

马来西亚教育是基于英国的教育系统所形成的，所以预科班课程作为「大学先修班」（Pre-university）的一个种类之一，也和中学五年教育完全衔接。预科班学院的教学媒介语为英语或马来语，但数理科的教程皆使用英语。预科班学生需要在预科班学院上课，并入住学院提供的学生宿舍。其上课种类可分为普通课室（Tutorial）、讲堂课（Kuliah/Lecture）和实验课（Praktikal/Lab）。预科班课程共有2个学期，第一学期通常于下半年开始，每个学期约为5个月半，两年制的学生的第三个学期则将会和一年制的第一个学期同时进行。每个学期会有18个学习周、1个温习周、1个考试周、1个迎新周（仅第一学期），假期方面则有2次期中假期周（Mid semester break）和1次期末假期周（Semester break）。而平常的周末，预科班学生也可以选择外出（outing）或每月一次回家（balik bermalam）。生活方面，预科班学生的课程和宿舍费皆由政府承担，大部分学生可获得每月250令吉的食物津贴。
| 学期                        | 期间          | 时长    |
| --------------------------- | ------------- | ------- |
| 第一/三学期（Semester 1/3） | 2021年7月—1月 | 5个月半 |
| 第二/四学期（Semester 2/4） | 2022年1月—5月 | 5个月半 |

### 入学要求
所有欲想申请修读预科班的学生都必须以马来西亚教育文凭（SPM）的成绩进行申请，其对SPM成绩的要求包括：
理科（Jurusan Sains，MS）
- 马来文、英文、高级数学、物理或生物其中一科，以及化学良好等级（Credit）或以上，外加历史考获D等和数学考获B等或以上。

会计科（Jurusan Perakaunan，MA）
- 马来文、英文、数学以及高级数学考获良好等级（Credit）或以上，历史则须考获D等或以上，外加在会计、经济、商科、任何理科或工程科目当中，至少任何两科考获良好等级（Credit）或以上。

工程系（Jurusan Kejuruteraan）
- 马来文、高级数学、物理考获良好等级（Credit）或以上，以及化学和历史考获D等或以上，而英文和数学则须考获A等或以上，外加在土木工程研究、机械工程研究、电机与电子工程研究等工程课程或理科课程当中，至少任何一科考获良好等级（Credit）或以上。

专业会计科（Jurusan Perakaunan Professional）
- 马来文以及高级数学考获良好等级（Credit）或以上，历史则须考获D等或以上，外加在会计、经济、商科、任何理科或工程科目当中，至少任何三科考获A等或以上。

两年制理科（Jurusan Sains PDT，MS）
- 马来文、英文、数学良好等级（Credit）或以上，外加历史、高级数学、物理或生物其中一科，以及化学考获D等或以上。

因非土著有固打制度，所以其录取标准会比土著来的高。理科和课外活动分数、郊区、B40低收入群体为其中的考量标准。而教育部提供的录取分数标准则为如下（下以理科作为参考，理科生只看数理科科目，会计则看数学和商科科目）
| 科目                   | 样本A（较优异） | 样本A（较优异） | 样本B    | 样本B    |
| 科目                   | 科目等级        | 科目分数        | 科目等级 | 科目分数 |
| ---------------------- | --------------- | --------------- | -------- | -------- |
| 总科目                 | 7A3B            | 不適用          | 10A      | 不適用   |
| 数学                   | A+              | 25              | A-       | 21       |
| 高级数学               | A+              | 25              | A-       | 21       |
| 化学                   | A+              | 25              | A-       | 21       |
| 物理/生物              | A+              | 25              | A-       | 21       |
| 总分                   | 不適用          | 100             | 不適用   | 84       |
| 总分换为90分           | 不適用          | 90              | 不適用   | 75.6     |
| 课外活动分数（占10分） | A               | 8.0             | B        | 6.4      |
| 累计总分               | 不適用          | 98              | 不適用   | 82       |

从2020年开始，预科班的申请由高等学府入学部门负责，2019年的大马教育文凭考生需要通过大学中心单位（UPU Online）系统来进行申请，同时需要支付约600令吉的报名费和到指定银行购买识别码（PIN Number）（注：2021/2022年学期系统豁免手续费，预科班恢复使用自己的系统）。该系统也同时可以申请其他大学先修课程如师训和理工学院等。另外申请预科班成功者将不会被录取至中六。而申请者也可以选择上诉，成功受理的学生往往会分批入学。

## 修读科目
预科班一年制（PST，Program Satu Tahun）课程为主，并可分为理科、工程、会计和专业会计（JPPro，仅供土著学生，并只有在雪兰莪预科班学院提供）四个专业领域（Jurusan）。此外，土著学生也可申请两年制（PDT，Program Dua Tahun）的理科课程。学生可以选择向院方申请转换科系，但视乎各个科系的空缺。以下将列出预科班所有供选择的科目。下表的一代表“生命科学”（Sains Hayat）配套、二为“物质科学”（Sains Fizikal）配套、三为“电脑科学”（Sains Komputer）配套。
| 专业领域 （Jurusan） | 代码                        | 选修科目名称                | 选修科目名称（中文）        | 所属课程组合 （Modul） | 代码        | 必修科目名称             | 必修科目名称（中文） |
| -------------------- | --------------------------- | --------------------------- | --------------------------- | ---------------------- | ----------- | ------------------------ | -------------------- |
| 理科                 | SM015/SM025                 | Mathematics                 | 数学                        | 一二三                 | WE013/WE023 | English                  | 英文                 |
| 理科                 | SK015/SK025                 | Chemistry                   | 化学                        | 一二三                 | WP001       | Pengajian Am Matrikulasi | 预科班基本常识       |
| 理科                 | SP015/SP025                 | Physics                     | 物理                        | 一二                   | WI001/WM001 | Pendidikan Islam/Moral   | 伊斯兰/道德教育      |
| 理科                 | SB015/SB025                 | Biology                     | 生物                        | 一三                   | WK002       | Kokurikulum              | 课外活动             |
| 理科                 | SC015/SC025                 | Computer science            | 计算机科学                  | 二三                   |             |                          |                      |
| 会计科               | AM015/AM025                 | Mathematics                 | 数学                        | 不適用                 |             |                          |                      |
| 会计科               | AA015/AA025                 | Accounting                  | 会计学                      | 不適用                 |             |                          |                      |
| 会计科               | AE015/AE025                 | Ekonomi                     | 经济学                      | 不適用                 |             |                          |                      |
| 会计科               | AP015/AP025                 | Pengurusan Perniagaan       | 商业管理                    | 不適用                 |             |                          |                      |
| 工程系               | 同理科数学（SM015/SM025）   | 同理科数学（SM015/SM025）   | 同理科数学（SM015/SM025）   | 不適用                 |             |                          |                      |
| 工程系               | EC015/EC025                 | Chemistry                   | 化学                        | 不適用                 |             |                          |                      |
| 工程系               | EP015/EP025                 | Physics                     | 物理                        | 不適用                 |             |                          |                      |
| 工程系               | EB015/EB025                 | Basic engineering           | 工程理学                    | 不適用                 |             |                          |                      |
| 专业会计             | 同会计科数学（AM015/AM025） | 同会计科数学（AM015/AM025） | 同会计科数学（AM015/AM025） | 不適用                 |             |                          |                      |
| 专业会计             | FF015/FF025                 | Financial Accounting        | 金融会计                    | 不適用                 |             |                          |                      |
| 专业会计             | FM015/FM025                 | Management Accounting       | 管理会计                    | 不適用                 |             |                          |                      |
| 专业会计             | FB015/FB025                 | Accountant in Business      | 商业会计                    | 不適用                 |             |                          |                      |
| 理科（两年制）       | DM015/DM025                 | Mathematics                 | 数学                        | 一二三                 | DE013/DE023 | English                  | 英文                 |
| 理科（两年制）       | DK014/DK024                 | Chemistry                   | 化学                        | 一二三                 | WP001       | Pengajian Am Matrikulasi | 预科班基本常识       |
| 理科（两年制）       | DP014/DP024                 | Physics                     | 物理                        | 一二                   | WI001/WM001 | Pendidikan Islam/Moral   | 伊斯兰/道德教育      |
| 理科（两年制）       | DB014/DB024                 | Biology                     | 生物                        | 一三                   | WK002       | Kokurikulum              | 课外活动             |
| 理科（两年制）       | DC014/DC024                 | Computer science            | 计算机科学                  | 二三                   |             |                          |                      |

预科班的课外活动方面，每年各州的预科班学院都会有派表现杰出的学生参加全国预科班运动会（Karnival Kokurikulum Matrikulasi）、以及1个学期的课外活动必修课教授各种运动和健康教育相关的知识。预科班的学生皆属于预科班自己的制服团体。学会方面则有物理、生物、化学、表演艺术等学会供选择。每个学生可以参与多个学会。另预科班的课外活动分数会比中六来的容易获得。

## 等级和成绩平均绩点（CGPA）
大学预科班采用成绩平均绩点（Cumulative Grade Point Average，CGPA/PNG）来计算考生的成绩。同时，考生的成绩也会根据11个等级来评级，它们分别是A、A-、B+、B、B-、C+、C、C-、D+、D，而F则是不及格的等级。每个等级的平均绩点则从最高的4.0至最低的1.0，考获F等级的考生不获任何绩点，即0.0分。每一个学期都会有一次期末考试（PSPM）以及课业评估制度（Penilaian Berterusan），课业评估以往大约占据各科总分的20%至40%。在2020/2021年学期则占高达60%，其余的40%则从考试而来。而两次学期的考试和评估所获得的CGPA，将会加起来并除二，即为全年的总学分（PNGK）。
| 各卷等级 | 科目等级 | 科目平均绩点（CGPA） | 分数 (%) | 等级                     |
| -------- | -------- | -------------------- | -------- | ------------------------ |
| A        | A        | 4.00                 | 80 - 100 | 及格（Principal Pass）   |
| A-       | A-       | 3.67                 | 75 - 79  | 及格（Principal Pass）   |
| B+       | B+       | 3.33                 | 70 - 74  | 及格（Principal Pass）   |
| B        | B        | 3.00                 | 65 - 69  | 及格（Principal Pass）   |
| B-       | B-       | 2.67                 | 60 - 64  | 及格（Principal Pass）   |
| C+       | C+       | 2.33                 | 55 - 59  | 及格（Principal Pass）   |
| C        | C        | 2.00                 | 50 - 54  | 及格（Principal Pass）   |
| C-       | C-       | 1.67                 | 45 - 49  | 部分及格（Partial Pass） |
| D+       | D+       | 1.33                 | 40 - 44  | 部分及格（Partial Pass） |
| D        | D        | 1.00                 | 35 - 39  | 部分及格（Partial Pass） |
| F        | F        | 0.00                 | 0 - 34   | 不及格（Failed）         |

考生必须考获至少C等级（绩点：2.00）才能算及格，而考获D至C-的考生则被定义为「部分及格」。总学分低于2分（即不符合申请本地公立大学的基本条件），但高于1.5分的学生，可选择重修课程，但修读时限不可超过四个学期（即两年）。

## 预科班学院列表
目前马来西亚共有17所教育机构提供大学预科班课程，其中包括12所各州专属的大学预科班学院（除沙巴和登嘉楼）、3所工程系预科班学院（Kolej Matrikulasi Kejuruteraan）和2所玛拉学院。这些教育机构皆由教育部管理。
| 序     | 州         | 县         | 地区                | 中文名称             | 马來文名称                            | 缩写    | 邮政 编码 | 创立年份 | 占地面积 （平方公里） | 坐标                                        |
| ------ | ---------- | ---------- | ------------------- | -------------------- | ------------------------------------- | ------- | --------- | -------- | --------------------- | ------------------------------------------- |
| 01     | 马六甲     | 亚罗牙也县 | 马日丹那            | 马六甲预科班学院     | Kolej Matrikulasi Melaka              | KMM     | 78300     | 1999     | 0.347                 | 2°19′51″N 102°05′20″E / 2.3309°N 102.0888°E |
| 02     | 森美蘭     | 瓜拉庇劳县 | 新那灵（Senaling）  | 森美兰预科班学院     | Kolej Matrikulasi Negeri Sembilan     | KMNS    | 72000     | 2000     | 0.311                 | 2°42′50″N 102°14′30″E / 2.7139°N 102.2416°E |
| 03     | 檳城       | 威北县     | 甲抛峇底            | 槟城预科班学院       | Kolej Matrikulasi Pulau Pinang        | KMPP    | 13200     | 2000     | 0.292                 | 5°29′29″N 100°26′07″E / 5.4914°N 100.4354°E |
| 04     | 玻璃市     | 不適用     | 亚娄                | 玻璃市预科班学院     | Kolej Matrikulasi Perlis              | KMP     | 02600     | 2000     | 0.327                 | 6°26′35″N 100°16′47″E / 6.4431°N 100.2796°E |
| 05     | 聯邦直轄區 | 不適用     | 纳闽                | 纳闽预科班学院       | Kolej Matrikulasi Labuan              | KML     | 87027     | 2002     | 0.208                 | 5°21′34″N 115°13′30″E / 5.3595°N 115.2250°E |
| 06     | 柔佛       | 东甲县     | 东甲                | 柔佛预科班学院       | Kolej Matrikulasi Johor               | KMJ     | 84900     | 2002     | 0.225                 | 2°17′06″N 102°33′49″E / 2.2851°N 102.5636°E |
| 07     | 霹靂       | 金宝县     | 务边                | 霹雳预科班学院       | Kolej Matrikulasi Perak               | KMPk    | 31600     | 2002     | 0.274                 | 4°26′39″N 101°07′51″E / 4.4442°N 101.1307°E |
| 08     | 吉打       | 古邦巴素县 | 樟仑                | 吉打预科班学院       | Kolej Matrikulasi Kedah               | KMK     | 06010     | 2003     | 0.306                 | 6°25′27″N 100°25′06″E / 6.4243°N 100.4182°E |
| 09     | 彭亨       | 关丹县     | 甘孟                | 彭亨预科班学院       | Kolej Matrikulasi Pahang              | KMPh    | 26300     | 2003     | 0.323                 | 3°43′14″N 103°04′31″E / 3.7206°N 103.0752°E |
| 10     | 吉打       | 本同县     | 本同                | 吉打工程系预科班学院 | Kolej Matrikulasi Kejuruteraan Kedah  | KMKK    | 06720     | 2009     | 0.146                 | 5°52′42″N 100°30′34″E / 5.8783°N 100.5094°E |
| 11     | 彭亨       | 马兰县     | 增卡                | 彭亨工程系预科班学院 | Kolej Matrikulasi Kejuruteraan Pahang | KMKPh   | 26400     | 2008     | 0.178                 | 3°44′32″N 102°33′54″E / 3.7421°N 102.5651°E |
| 12     | 柔佛       | 笨珍县     | 南峇（Rambah）      | 柔佛工程系预科班学院 | Kolej Matrikulasi Kejuruteraan Johor  | KMKJ    | 82000     | 2010     | 0.114                 | 1°26′31″N 103°24′48″E / 1.4419°N 103.4134°E |
| 13     | 雪蘭莪     | 瓜拉冷岳县 | 万津                | 雪兰莪预科班学院     | Kolej Matrikulasi Selangor            | KMS     | 42700     | 2010     | 0.345                 | 2°49′15″N 101°26′32″E / 2.8209°N 101.4421°E |
| 14     | 吉兰丹     | 巴西富地县 | 士里幸（Selising）  | 吉兰丹预科班学院     | Kolej Matrikulasi Kelantan            | KMKt    | 16810     | 2014     | 0.231                 | 5°55′37″N 102°17′09″E / 5.9269°N 102.2859°E |
| 15     | 砂拉越     | 古晋县     | 实仁甲（Sejingkat） | 砂拉越预科班学院     | Kolej Matrikulasi Sarawak             | KMSw    | 93457     | 2012     | 0.129                 | 1°35′50″N 110°25′41″E / 1.5973°N 110.4280°E |
| 不適用 | 吉打       | 居林县     | 居林                | 居林玛拉学院         | Kolej MARA Kulim                      | KMKulim | 09000     | 1999     | 0.187                 | 5°21′04″N 100°32′18″E / 5.3511°N 100.5384°E |
| 不適用 | 吉打       | 巴东得腊县 | 瓜拉尼浪            | 瓜拉尼浪玛拉学院     | Kolej MARA Kuala Nerang               | KMKN    | 06300     | 2000     | 0.146                 | 6°14′23″N 100°35′56″E / 6.2398°N 100.5990°E |